# شامسة متطرفة
شامسة متطرفة (الاسم العلمي: Heliothis proruptus) هي نوع من الحشرات يتبع جنس الشامسة من فصيلة الليليات.